# Al-Jubayl

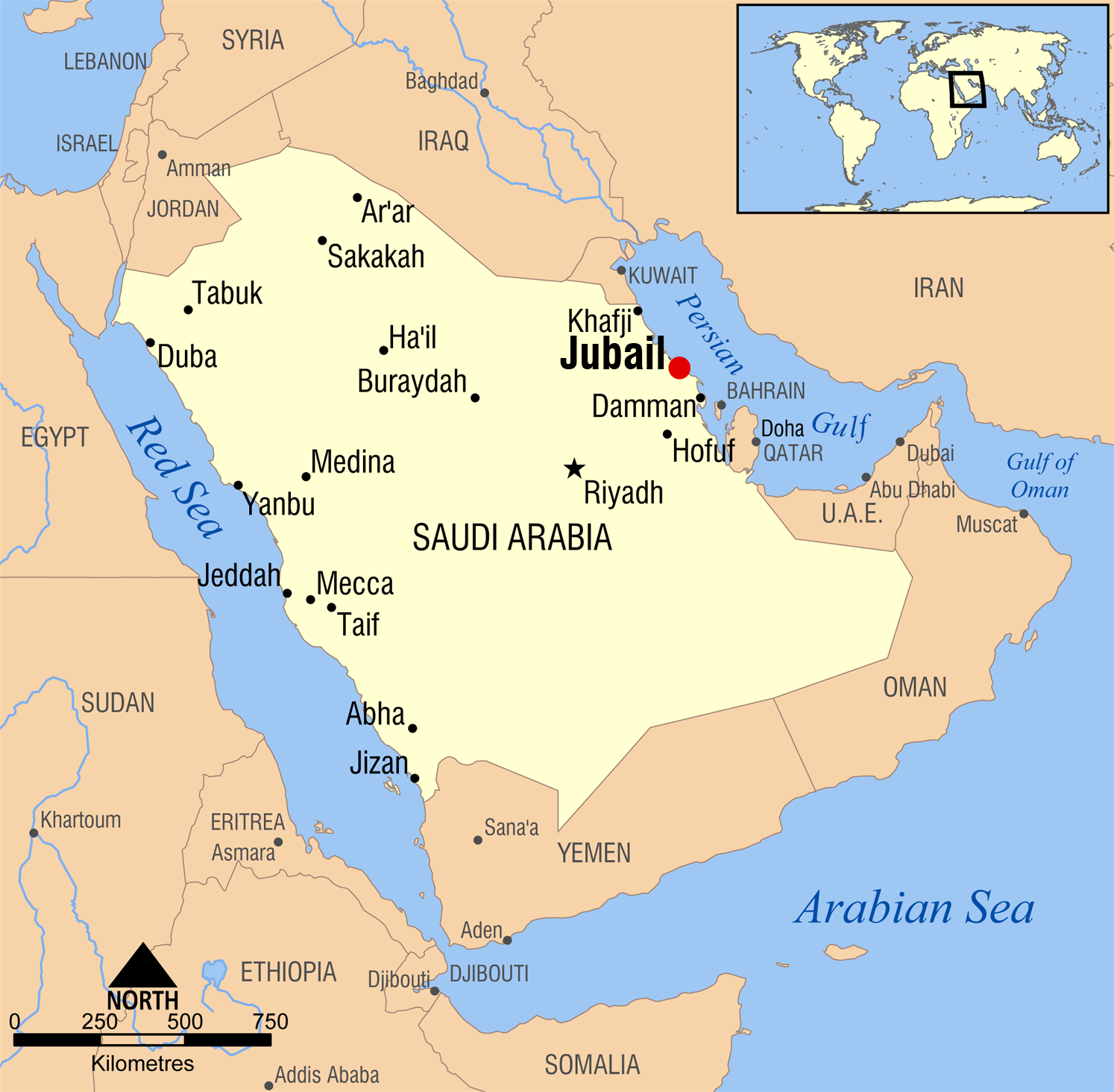
Lägeskarta.

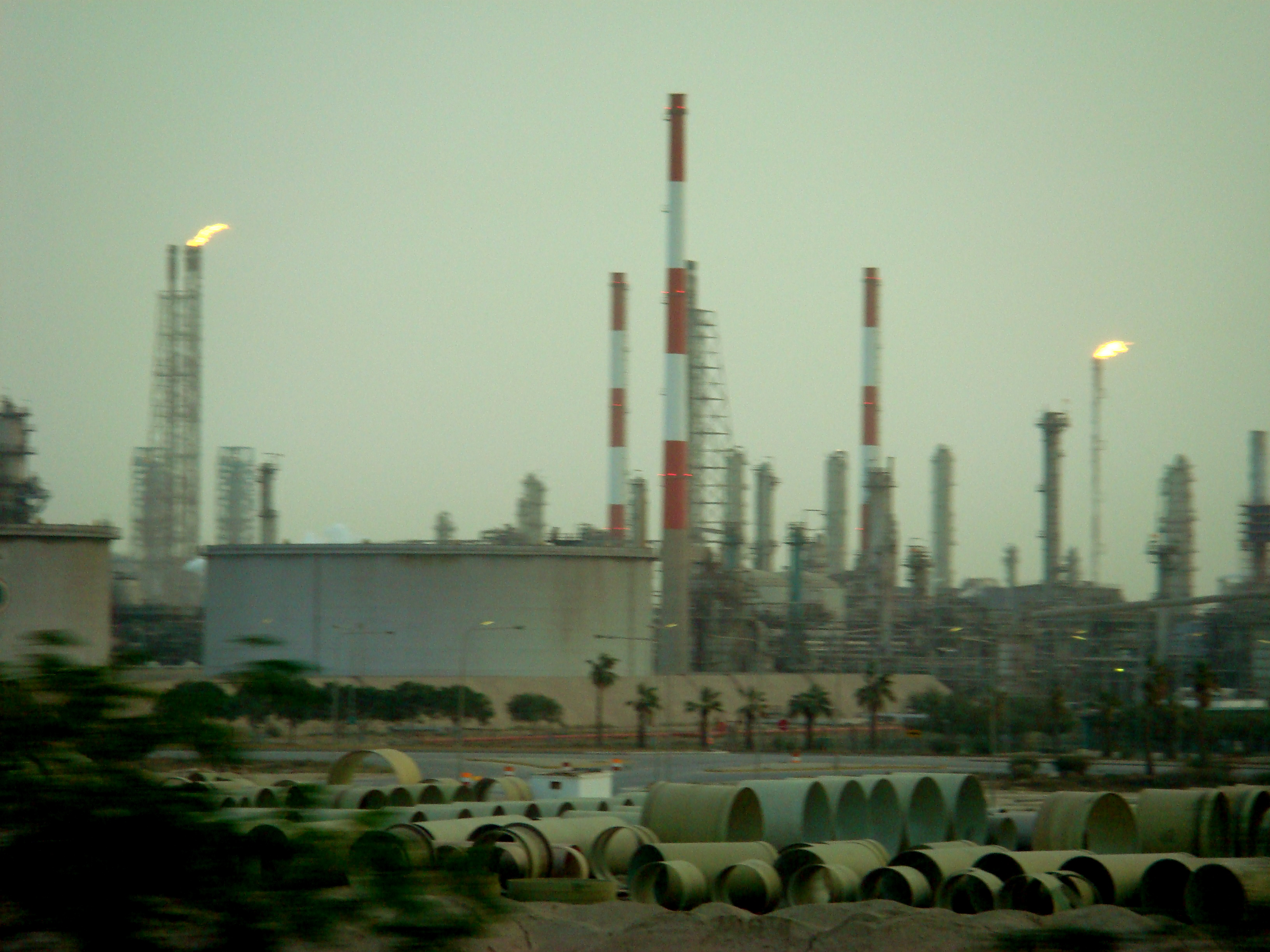
Gas- och oljeanläggningar i al-Jubayl.

al-Jubayl eller al-Jubail (arabiska: الجبيل) är en stad i provinsen ash-Sharqiyya i östra Saudiarabien, belägen vid Persiska viken cirka nio mil norr om Dammam. Staden hade 337 778 invånare vid folkräkningen 2010.

## Näringsliv
al-Jubayl är en modern industristad med bland annat oljeraffinaderier, stora petrokemiska anläggningar, oljeterminal, gasanläggning, konstgödselfabrik, stålverk, betongfabriker. Merparten av industrin baserar sig på naturgas, som transporteras genom den 1 200 kilometer långa gasledningen Master Gas System.

## Kommunikationer
Staden har två stora hamnar, en godshamn och en industrihamn. En 100 kilometer lång järnväg ska knyta samman staden med resten av Saudiarabiens järnvägssystem. Här finns också en stor internationell flygplats.

## Historia
Utanför staden finns en kyrka från 300-talet, som är under utgrävning. Staden var långt in på 1900-talet en liten fiskeby, tills man bestämde att platsen, tillsammans med Yanbu vid rödahavskusten, skulle utvecklas till Saudiarabiens främsta industricentrum. Utbyggnaden inleddes i mitten av 1970-talet.